# Szaloncukor

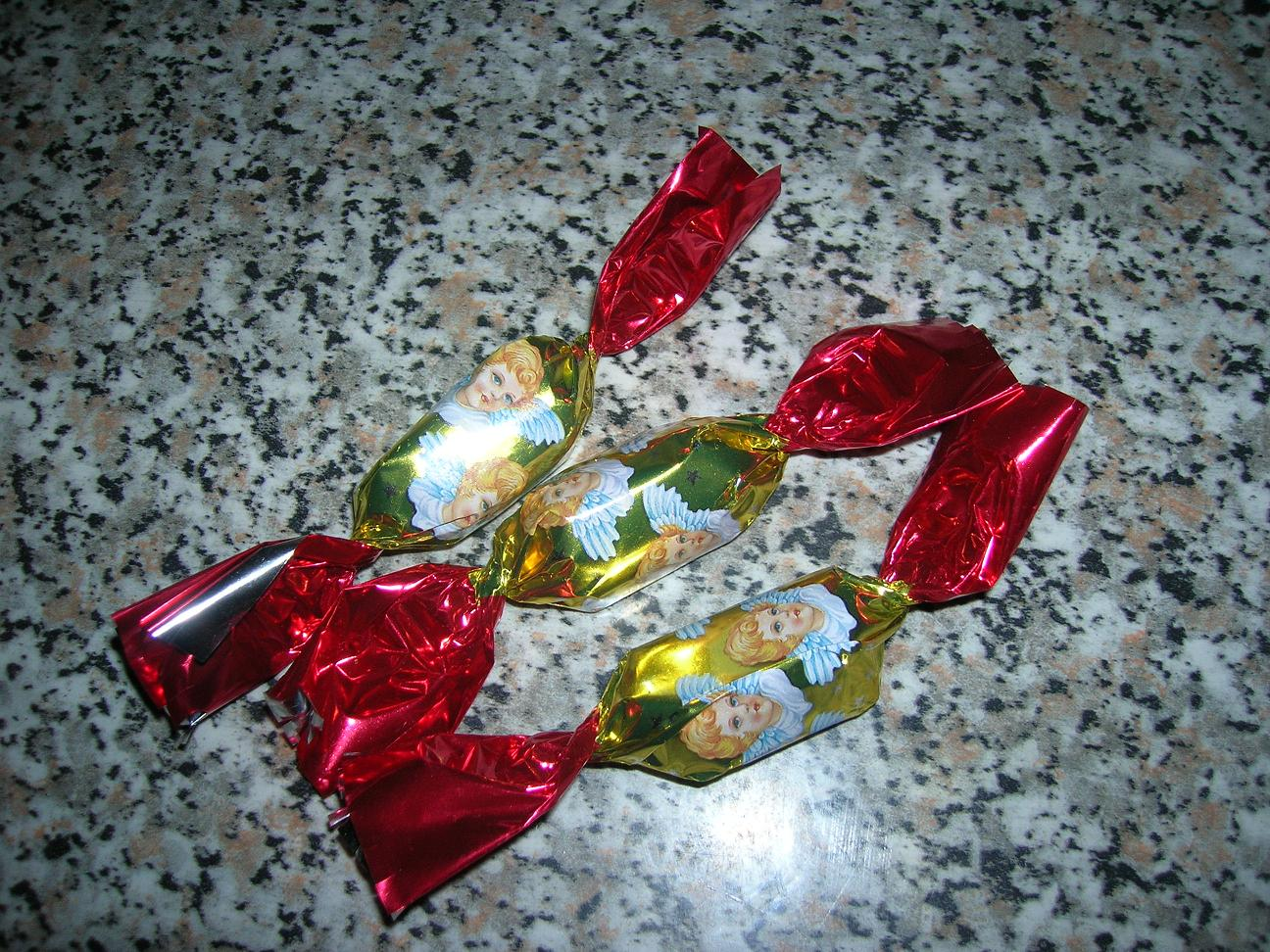
Szaloncukor

Szaloncukor (Salonzucker) ist eine mit Weihnachten verbundene Süßigkeit aus Ungarn und eine traditionelle Weihnachtsbaumdekoration.

## Brauch
Szaloncukor sind in buntes Stanniolpapier eingewickelte Pralinen, die in Ungarn ähnlich wie Girlanden am Weihnachtsbaum hängen.
Der Name Salonzucker hat seinen Ursprung darin, dass der Weihnachtsbaum traditionell im Salon (Szalon im Ungarischen) steht. Rezepte dazu sind seit Ende des 19. Jahrhunderts schriftlich festgehalten.

## Formen
Szaloncukor gibt es in Form von Weihnachtspralinen mit Geleefüllung, Pralinen mit Cognac-Trüffelcreme, Családi Szaloncukor mit Gelee, Marzipan, Kokos, Túró-Zitrone und Kakaoglasur sowie die Bonbonetti Marcipános Szaloncukor. Auch sind Weihnachtspralinen mit Marzipanfüllung und Kakaoglasur als Szaloncukor bekannt.